# Агат (часы)
«Агат» — марка настольных, механических наручных и карманных часов, а также секундомеров производства Златоустовского часового завода «Агат».

## История
Осенью 1941 года в город Златоуст Челябинской области был эвакуирован 1-й Московский часовой завод. 25 декабря 1941 года заводом была выпущена первая продукция — детали к боеприпасам. В то же время стали выпускать часы нескольких марок, одной из которых стала марка «Агат».
В 1950-х годах завод начал выпускать модель 191 ЧС — «часы специальные». Они предназначались для водолазов  во время выполнения заданий и были недоступны гражданскому населению. Такие часы могли погружаться на глубину до 300 метров. Выпускались они вплоть до 1970-х годов. В 2014 году завод снова приступил к выпуску водолазных часов, которые теперь стали доступны для всех.
С 1964 года Златоустовский часовой завод стал выпускать всю продукцию под единым названием «Агат».
Сейчас часы марки «Агат» изготавливаются также на заказ для различных государственных и частных организаций, зачастую как подарочные изделия.

## Технические характеристики
Златоустовский часовой завод изготавливает часы по полному циклу производства с использованием только российских комплектующих.
Современные модели выпускаются с размерами корпусов 46, 53 и 60 мм. Водонепроницаемость и точность хода на глубине до 700 метров часам обеспечивают цельнометаллический корпус из бронзы, стали, титана или циркония, специальные уплотнители и герметичная заводная головка с запатентованной системой тройной герметизации. Противоударное стекло изготавливается из синтетических сапфиров от НПО «Альфа» и способно сохранять прозрачность в течение всего срока службы. Циферблат часов светится бирюзовым цветом в темноте до 29 часов благодаря нанесению люминофора, который подзаряжается от контакта со светом. Шрифт цифр на циферблате часов был придуман отечественными художниками в 1950-х годах. Ремешки изготавливаются из телячьей кожи.
Эксклюзивные модели часов производятся в корпусе из кристаллизированного титана, титаново-циркониевого и других оригинальных сплавов, а циферблаты создаются вручную в технике мокумэ-ганэ, дамасской стали либо из метеорита.

## Происхождение названия
Согласно легенде, во время Отечественной войны 1812 года одному кавалерийскому офицеру сопутствовала удача, которую он связал со своим камнем-оберегом агатом. После войны он заказал в Златоусте парадный клинок, попросив вставить свой счастливый камень в эфес. Позже позывной «Агат» получил златоустовский военкомат, в котором во время Великой Отечественной набирали уральцев для защиты Москвы. После службы некоторые из них стали работать на Златоустовском часовом заводе, который впоследствии стал называться «Агат».

## Интересные факты
- Обладателями водолазных часов «Агат» являются актёры Арнольд Шварценеггер и Хафтор Бьёрнссон, а также отечественные спортсмены Михаил Кокляев, Сергей Бадюк и Кирилл Сарычев[7][аффилированный источник?].
- Водолазные часы «Агат» использовались во время проведения водолазных работ в экспедиции по исследованию Арктического шельфа.
- Настольные часы марки «Агат» неоднократно экспонировались на ВДНХ СССР. Выпущенная в 80-х годах модель настольных часов 160-ЧБН получила серебряную медаль ВДНХ.
- В фильме «К-19» в одной из сцен виден секундомер марки «Агат» в руках капитана советской атомной подводной лодки, которого играет актёр Харрисон Форд[8].
- Секундомеры Златоусовского завода поставляются в 12 стран мира[4].